# 金と銀のカノン
『金と銀のカノン』（きんとぎんのカノン）は、宮脇明子による日本の漫画。

## 概要
1984年、『週刊セブンティーン』（集英社）において連載されていた。コミックは、集英社ガールズコミックス、集英社文庫などからも発売されている。

## あらすじ
同じ高校でピアノを習う、2人の対照的な少女の物語。
貧しい家庭の中学3年生だった真澄は、試しに受けてみた有名な高校音楽科に合格するものの、経済的な理由で進学は無理だと諦めていた。そんな中、母親の再婚相手の連れ子だった義兄から乱暴を受け、家を飛び出す。そして、入学試験の際たまたま会話を交わしていた財閥の令嬢・容子と再会し、彼女の恵まれた暮らしぶりを目の当たりにして、与えられた運命の理不尽さに嫉妬を覚えた真澄は、容子の好意を利用して音楽界でのし上がっていくことを決意する。
周囲の人々を徹底的に利用し、時には不法な手を使ってライバルや邪魔者を排除しながら、しかしピアノだけは真摯に愛し、何よりの生き甲斐として遺憾なく才能を発揮してゆく真澄は、やがてピアノの全国コンクールへと上り詰めていく。ところが、最初は真澄を親友として信じきっていた容子も、身の回りで続く不審な出来事に、次第に疑問を抱くようになってくる…。

## 登場人物
樋口真澄（ひぐち ますみ）
貧しい大衆食堂の娘だが、並外れたピアノの才能を持つ少女。躍動的でドラマチックな演奏をする。子供の頃はピアノ教室に通うなどある程度余裕のある中流家庭の暮らしをしていたものの、実父が早くに亡くなり、現在は母親の再婚相手である義父と義兄および実弟妹との6人暮らし。その後、高校進学とともに家を出て、弾正家の居候となる。目的のためには手段を選ばない野心を燃やす一方、ピアノに対しては純粋な情熱を持ち、ピアニストとして大成することを強く望む。
弾正容子（だんじょう ようこ）
真澄と同じ高校の音楽科に通う同級生で、大財閥・弾正家の一人娘。それなりに真面目に上達しているものの、ピアノの腕はさほどでもない。入試の実技試験で耳にした真澄の演奏に感銘を受け、貧しい彼女が学校に通えるよう、父親に頼んで経済的な支援をしてもらう。苦労知らずで不自由なく育ち、やや世間知らずな面もある無邪気で素直な性格。
容子の父
弾正財閥を運営する実業家。娘を可愛がり、真澄の支援を約束したりもするが、単なる溺愛ではなく、経営者としての打算的な行動を見せる一面も。
容子の母
持病があり、病弱。容子からは「ママン」と呼ばれている。
賀瀬清彦（かせ　きよひこ）
容子のはとこで、「おにいちゃま」と呼ばれて慕われている。容子本人は知らないが、将来の結婚相手となるべき話が密かに水面下でなされている。
真澄の義父
大酒飲みで酔っ払い。真澄の着替えをのぞいたりしていた。
樋口克美（ひぐち　かつみ）
真澄の義兄。レイプ時に受けた反撃で負傷したのを根に持ち、真澄への仕返しを企んでいる。
森園樹（もりぞの　いつき）
音楽学校の同級生。以前、真澄と同じピアノ教室に通っていた。近年ではあまり熱心にピアノを練習せず、ややブランクがあったが、子供の頃コンクールの受賞歴がある。容子にほのかな好意を持つ一方、真澄を警戒している。
神津貴子（こうづ　たかこ）
音楽学校の同級生。指先の保護に非常に神経質で、ピアノを弾く時以外はいつも手袋をはめている。ダイナミックな真澄の演奏とはタイプが異なり、教科書的な基本に忠実で丁寧な演奏をするようである。真澄とともにコンクールを勝ち進んでいく。
小野
音楽学校の教師。真澄のピアノを「乱暴さを個性だと勘違いした弾き方」と評して毛嫌いしている。